# Кітбука
Кітбука (? - 3 вересня 1260, відомий також як Кіт-Бука, Кітбуга, Кіт-Бугу, Кетбуга-нойон; каз. Кет-Бұға) — монгольський християнський (несторіанин) воєначальник з народу найман. Користувався великою повагою. Мав чин Баурчі (стольника). Відомий участю в близькосхідному поході монголів під проводом Хулагу).

## Особистість
Усні генеалогічні перекази пов'язують походження Кітбуки з підроду найманів - баганали. Відомий також як - Улуг-Джірчі, бий, жирау, кюйші. Персонаж історичних легенд. Батьком Кітбуки та його брата Келбугою називають Домбауил б'ючі. У Кітбуки був лише один син - Батил.
У книзі «Шаджарат Ал-Атрак» («Родовід тюрків»), яка була складена невідомим автором в мусульманському 861 (= 1457) році повідомляється, що коли ніхто не наважився повідомити Чингізхану про смерть його сина Джучі, коли той загинув на полюванні, Кітбуга на прізвисько «Улуг-Джірчі» («Ули Жирши», "Аталиқ жирау") - великий сказитель жирової), який був наближеним і одним з емірів Чингізхана, взяв на себе цю важку ношу і першим повідомив про смерть його первістка Джучі, виконавши кюй (пєсу) ("Аксак қулан" — "Кульгавий кулан").

## Війни проти ісмаїлітів
Сам Хулагу виступив з військами з Монголії восени 1253 року і перейшов Амудар'ю на початку 1256 року. Проте Кітбука вже в серпні 1252 року був відправлений з передовим загоном в 12 тисяч чоловік проти іранських ісмаїлітів-нізаритів. Він перетнув річку в березні 1253 року і приступив до завоювань в Кухістані. З п'ятьма тисячами кінних і піших воїнів Кітбука підступив до ісмаїлітської фортеці Гірдкух. До травня 1253 року монголи обнесли фортецю ровом і валом, щоб з неї ніхто не міг вирватися; позаду монгольського війська були проведені інші рів і вал для захисту від зовнішніх нападів. Кітбука залишив під Гірдкухом воєначальника Бурі, а сам пішов до фортеці Міхрін і обложив її, розставивши каменемети. У серпні Кітбука підійшов до Шахдізу, «багатьох перебив», але не зміг взяти фортецю і відступив. Тим часом, захисники Гірекуха мужньо оборонялися і здійснювали вилазки, знищуючи війська противника. Кітбука зробив новий набіг на Гірдкух, однак не досяг швидкого успіху; фортеця протрималася ще довгі роки і була захоплена лише в правління ільхана Абага (1265-1282). Кітбуці вдалося взяти Тун, Туршіз, Диз-і Міхрін, Диз-і Кема-і, після триденної битви - Диз-й Шаль.
Після прибуття до Персії Хулагу став готувати великомасштабний наступ на ісмаїлітів, оскільки їхній імам Рукн ад-Дін Хуршах не поспішав здавати свої головні фортеці Меймундіз, Аламут і Люмбесер. Війська Кітбуки і Негудер-прогулу повинні були скласти ліве крило армії, рухаючись з Хара і Семнан. Коли війська підійшли до Меймундізу в листопаді 1256 року, Хулагу влаштував військову рада, на якій вирішувалося - обложити фортецю або, в зв'язку із зимовою нестатку харчів, відступити до наступного року. Кітбука разом з деякими воєначальниками виступив за облогу. Хуршах, розуміючи, що не в силах чинити опір, здав фортецю без бою 20 листопада.

## Війна в Палестині

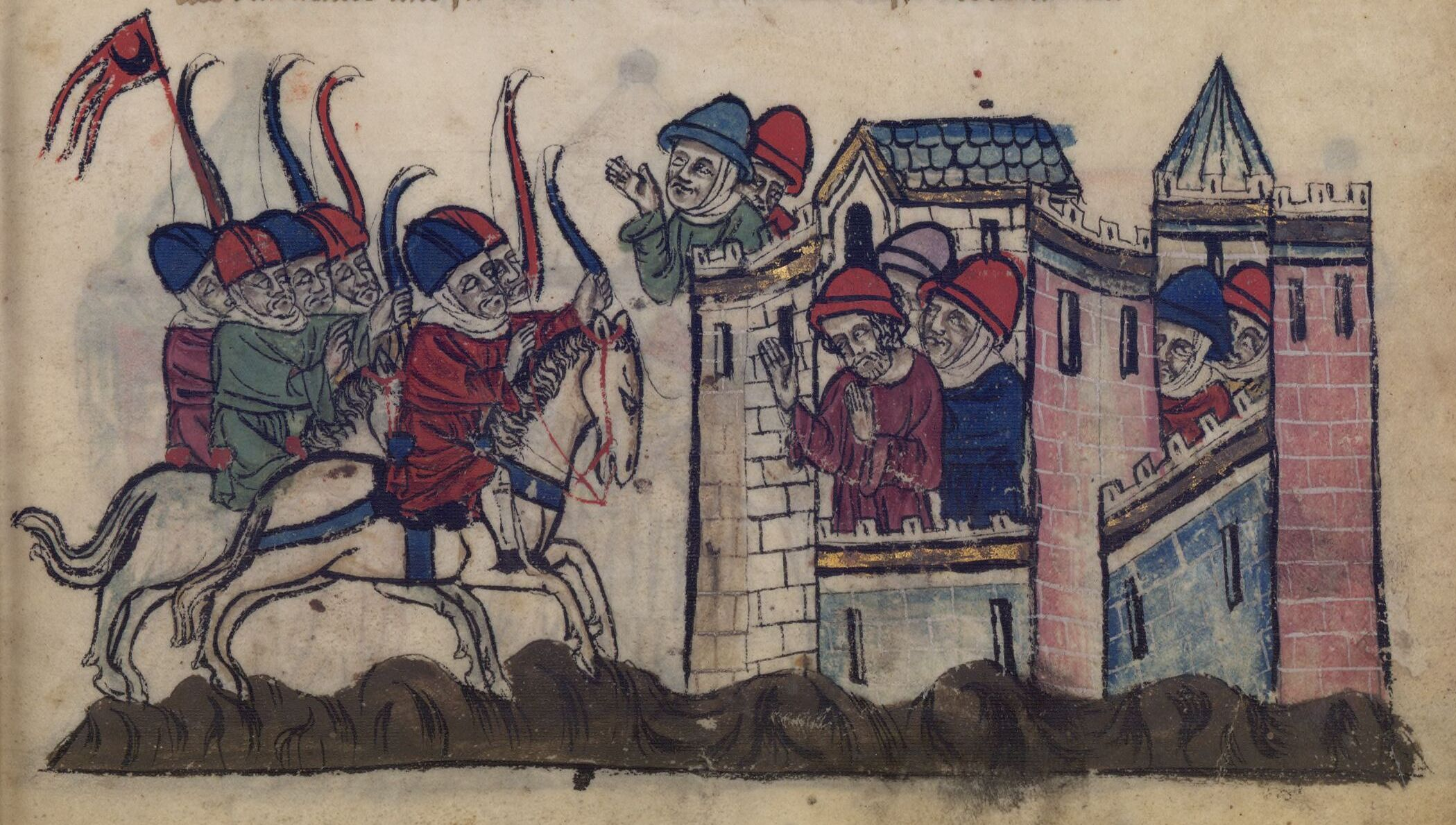
Облога монголами Сідона

Після того як Хулагу був змушений через смерть Мунке відійти з Сирії в Персію, Кітбука став командувачем решти війська (10 - 20 тис.). У той час як він виявляв християнам дружелюбність, Жюльєн Греньє, сеньйор Сідону, зі свого замку Бофор напав на Марж Айюн і захопив багату здобич. Племінник Кітбуки, який не стерпів грабежу на контрольованих монголами землях, кинувся слідом за грабіжникам і був убитий разом зі своїм невеликим загоном. У відповідь Кітбука обложив Сідон. Жюльєн бився перед містом, щоб дати можливість населенню врятуватися, а потім сховався в морській цитаделі. Монголи спустошили нижнє місто, знесли фортечні стіни але не стали атакувати замки на суші і морі.
Отримавши підкріплення від союзних вірмен і грузин, Кітбука всупереч наказу Хулагу залишатися на місці продовжив завоювання з Сирії на південь - в Палестину. Не вживши запобіжних заходів, він зайшов до ворожої території на 10 днів шляху на південь від Єрусалиму. Йому назустріч рушила армія єгипетських мамлюків під командуванням Кутуза і Бейбарса. 3 вересня 1260 року в битві при Айн-Джалуті монгольське військо зазнало поразки, а Кітбука потрапив в полон і був страчений.

## Образ в мистецтві
- У казахському фольклорі

- «Аксақ қулан» ("Кульгавий кулан") (про загибель Джучі на полюванні)
- «Ай-ханим»
- «Аксакал»
- «Єл бірлігі»
- «Жан сауга»
- «Жоши хан жортуї»
- «Жилан каїс»
- «Кетбука»
- «Күйдім-Жанден»
- «Қарали белдік мойнимда, сауга, Шиңгис, сауга»
- «Наратив»
- «Нар ідірген»
- «Нар шоккен»
- «Синган буги» ("Зломлений олень") (про загибель сина Кітбуги - Батила в поході на Китай)
- «Теріскакпай»

## Пам'ять
У 2017 році акину і полководцю Кітбуці відкрили пам'ятник в Жезказгані Карагандинської області Казахстану.